# Sport Boys
Die Sport Boys Association sind ein peruanischer Fußballverein aus Callao, der am 28. Juli 1927 gegründet wurde.
Ihr Heimstadion Estadio Miguel Grau ist benannt nach dem peruanischen Admiral Miguel Grau. Es war das erste Stadion in Callao und hat ein Fassungsvermögen von 17.000 Zuschauern.

## Erfolge
Die Sport Boys waren sechsmal peruanischer Fußballmeister (1935, 1937, 1942, 1951, 1958, 1984) und neunmal Vizemeister (1938, 1950, 1952, 1959, 1960, 1966, 1976, 1990, 1991). Sechsmal qualifizierten sie sich für den Copa Libertadores (1967, 1977, 1985, 1991, 1992, 2001) und einmal für den Copa Conmebol (1999).

## Trainer
- Jorge Sampaoli (2003)